# Wojskowy cmentarz garnizonowy w Wieliszewie
Wojskowy Cmentarz Garnizonowy w Wieliszewie – nieczynny cmentarz prawosławny położony w Wieliszewie, w pobliżu linii kolejowej prowadzącej do Zegrza Południowego.
Cmentarz założyły rosyjskie władze w 1902 roku na podstawie rozkazu cara Mikołaja II z 1899. Działkę o powierzchni ok. 2,5 ha otoczono nasypem ziemnym. Cmentarz wykorzystywany był na potrzeby lokalnych garnizonów w Zegrzu i Jabłonnie, chowano tu także rodziny personelu wojskowego i urzędników. Podczas I wojny światowej, w latach 1915-1918 służył tymczasowo wojskom niemieckim, stacjonującym w Jabłonnie. Po I wojnie światowej wykorzystywały go polskie garnizony z Zegrza i Legionowa oraz miejscowa ludność. W roku 1934 część prochów przeniesiona została na właśnie utworzony cmentarz parafialny w Legionowie.
Podczas II wojny światowej, jesienią 1944 cmentarz znajdował się na linii frontu radziecko-niemieckiego. Wskutek walk większość nagrobków została uszkodzona.
Na cmentarzu znajduje się kilkanaście nagrobków, z których najstarsze pochodzą z 1902. Do najlepiej zachowanych należy pomnik porucznika Sergieja Iwanowicza Stasjuka, zmarłego w 1915 wskutek ran odniesionych w bitwie pod wsią Wola Wierzbowska. 
Cmentarz jest jednym z przystanków na Powiatowym Szlaku Polski Walczącej opracowanym przez powiat legionowski.